# 程氏庆余堂
29°59′19.1″N 121°26′56.6″E / 29.988639°N 121.449056°E
程氏庆余堂是浙江省宁波市江北区慈城镇的一座清代祠堂。祠堂位于慈城镇东北角，察院巷7号，建于清乾隆时期，为程氏后裔程嘉禾所造。建筑坐北朝南，占地面积300平方米，现存建筑由大门和正厅组成。大门位于建筑东偏南，面阔二间深二间。正厅面阔五间，为硬山顶建筑，明间为抬梁式，前置檐廊为船篷轩。建筑1986年成为江北区文物保护单位，1997年8月成为浙江省文物保护单位。